# Паспорт громадянина Нідерландів
Паспорт громадянина Нідерландів  — документ, що видається громадянам Нідерландів для здійснення поїздок за кордон.
Оскільки в Нідерландах виділяють лише одну категорію громадян для всіх країн Королівства, паспорти однакові для всіх чотирьох країн. Паспорт також слугує засобом ідентифікації, як це передбачено голландським законодавством з 1 січня 2005 року для всіх осіб віком з чотирнадцяти років. Голландські паспорти дійсні протягом десяти років з дати їх випуску. Паспорт відповідає правилам про паспорти Європейського Союзу. З 26 серпня 2006 року всі паспорти видаються як біометричний паспорт з вбудованим безконтактним чипом RFID для зберігання біометричних даних. Кожен нідерландський громадянин також є громадянином Європейського Союзу. Національність дозволяє вільно володіти правами на пересування та проживання в будь-якій країні Європейського Союзу, інших країнах Європейського економічного простору, а також Швейцарії.

## Зовнішній вигляд
Голландські паспорти бургундські, з гербами Королівства Нідерландів вишиті на передній обкладинці. Слова "EUROPESE UNIE" (Європейський Союз) та "KONINKRIJK DER NEDERLANDEN" (Королівство Нідерландів) надруковано над гербом, а також "PASPOORT" (паспорт), що відповідає стандартам дизайну, встановленим Європейським Союзом. Біометричний паспорт моделі 2011 також містить символ Біометричного паспорту ICAO у нижній частині обкладинки. Регулярний паспорт містить 34 сторінки, з яких 28 можуть використовуватися для віз. Кожен чип містить цифровий запис відбитків пальців людини.

## Візові вимоги для громадян Нідерландів
Станом на 2017 рік громадяни Нідерландів мають можливість відвідувати без візи в цілому 155 держав і територій. Згідно з Індексом обмежень візового режиму, паспорт став 4-м у світі.